# Ipidia
Ipidia – rodzaj chrząszczy z rodziny łyszczynkowatych i podrodziny Nitidulinae. Obejmuje cztery opisane gatunki. Zamieszkują Eurazję.

## Morfologia
Chrząszcze o ciele w zarysie szeroko jajowatym do nieco prostokątnawego, lekko spłaszczonym grzbietobrzusznie, długości między 2 a 6 mm. Wierzch ciała jest dość błyszczący, punktowany, zaopatrzony w bardzo drobne szczecinki. Ubarwienie mają rudobrązowe do czarnego, zwykle z żółtymi do czerwonych plamkami na pokrywach i rudo prześwitującymi bocznymi brzegami przedplecza.
Głowa jest poprzeczna, częściowo wycofana w znacznie szerszy przedtułów, zaopatrzona w przeciętnie duże, wyłupiaste, złożone z grubych fasetek, zupełnie nagie oczy, o słabo wyodrębnionych skroniach, pozbawiona szwu czołowo-nadustkowego. Czułki są dłuższe od głowy, zwieńczone zwartą, trójczłonową buławką. Rowki do chowania czułków na spodzie głowy są wąskie i biegną wzdłuż wewnętrznych krawędzi oczu, prawie równolegle do siebie. Poprzeczna warga górna ma przedni brzeg łukowaty z wcięciem pośrodku. Trochę dłuższe niż szerokie żuwaczki cechuje oszczeciniona prosteka, dobrze wykształcona mola i rozdwojony ząbek wierzchołkowy na wewnętrznej krawędzi. Głaszczki szczękowe budują cztery człony, z których pierwszy jest wąski i krótki, drugi najszerszy, poprzeczny, ale dłuższy niż pierwszy, trzeci poprzeczny, a ostatni najdłuższy, wrzecionowaty i na szczycie porośnięty szczecinkami. Warga dolna ma wyraźnie poprzeczną bródkę o dwufalistej krawędzi przedniej, poprzeczny języczek oraz trójczłonowe głaszczki wargowe o członie ostatnim prawie kulistym i dłuższym niż poprzedni.
Przedplecze jest poprzeczne, w tyle najszersze, na przedniej krawędzi szeroko wykrojone, o krawędziach bocznych łukowatych, nieco rozpłaszczonych i wałeczkowato obrzeżonych, kątach przednich i tylnych zwykle wystających, a dysku lekko wysklepionym. Na jego powierzchni występują punkty w dwóch wyraźnie odmiennych rozmiarach. Pokrywy są podłużne, na szczytach osobno zaokrąglone, bardzo drobno i przylegająco owłosione, o sięgających prawie do ich wierzchołków epipleurach. Od wyraźnie wykształconego guza barkowego wychodzi ku tyłowi pokrywy żeberko. Punktowanie pokrywy układa się w dziewięć podłużnych szeregów. Skrzydła tylne są wykształcone, o przerwanej żyłce kubitalnej i pojedynczej, śladowej żyłce analnej. Przedpiersie wypuszcza nieco między biodrami przewężony, w tyle wyraźnie rozszerzony, na szczycie szeroko zaokrąglony do prawie ściętego wyrostek międzybiodrowy. Linia łączenia wyrostków międzybiodrowych śródpiersia i zapiersia jest niemal prosta i znajduje się między biodrami pary środkowej. Powierzchnia poprzecznego zapiersia jest gęsto punktowana.
Odnóża mają krótkie krętarze, rozszerzone pośrodkowo uda, smukłe golenie z nieznacznie poszerzonymi, opatrzonymi dwiema ostrogami szczytami oraz pięcioczłonowe stopy o członach od pierwszego do trzeciego dwupłatowatych, czwartym zredukowanym, a piątym zwieńczonym niezmodyfikowanymi pazurkami.
Nieznacznie dłuższy niż szeroki odwłok może mieć pygidium częściowo odsłonięte, ale częściej jest ono całkiem zakryte pokrywami. Pierwszy z widocznych sternitów wypuszcza ku przodowi przeciętnie szeroki i na szczycie nieco wyokrąglony wyrostek międzybiodrowy. Piąty z widocznych sternitów jest dłuższy niż trzy poprzednie. U samców na jego końcu obecny jest skleryt analny, powstały w wyniku przekształcenia ósmego tergitu. Edeagus samca ma wydłużony i grzbietobrzusznie spłaszczony płat środkowy (prącie) z pojedynczą pośrodkową apodemą (ang. median strut) wzdłuż spodniej powierzchni oraz wydłużony, zakrzywiony, płytkowaty tegmen z zaokrąglonym szczytem i połączonymi w pierścień apodemami (ang. tegminal struts). Pokładełko samicy cechują dobrze rozwinięte paraprokty i smukłe, umieszczone na gonokoksytach przedwierzchołkowo styliki.

## Ekologia i występowanie
Owady saproksyliczne, spotykane pod korą, w butwiejących pniach i kłodach. Żerują na grzybach, fermentującym soku wyciekającym ze zranionych drzew, a także polują na podkorowe larwy owadów. Ponadto postacie dorosłe przynajmniej niektórych gatunków odwiedzają leśne kwiaty
Przedstawiciele rodzaju rozmieszczeni są w krainie palearktycznej i indobirmańskim podregionie krainy orientalnej. W Polsce stwierdzono dwa gatunki, I. binotata i I. sexguttata, jednak tego drugiego nie obserwowano od XIX wieku.

## Taksonomia
Takson ten wprowadzony został w 1843 roku przez Wilhelma Ferdinanda Erichsona. W 1992 roku Aleksandr Kirejczuk wprowadził podział omawianego rodzaju na dwa podrodzaje.
Podrodzaj nominatywny, Ipidia (Ipidia), cechuje się co najmniej dwukrotnie dłuższym niż szerokim ciałem o równoległych bokach. Pokrywy u tych chrząszczy są płaskie, o bokach gwałtownie na wysokości siódmego międzyrzędu zakrzywionych i niezmodyfikowanym punktowaniu ułożonym w regularne szeregi. Należą do niego dwa opisane gatunki:
- Ipidia binotata Reitter, 1875
- Ipidia variolosa Reitter, 1879

Podrodzaj Ipidia (Hemipidia) obejmuje chrząszcze o ciele w zarysie owalnym, krótszym niż dwukrotność szerokości. Pokrywy ich mają równomiernie zaokrąglone boki, a w ich punktowaniu mogą pojawiać się modyfikacje. Zalicza się tu również dwa opisane gatunki:
- Ipidia sexguttata (Sahlberg, 1834)
- Ipidia sjoebergi Jelínek, 1978

Wyróżniane wcześniej gatunki I. chujoi, I. kinabalensis i I. krikkeni zsynonimizowane zostały z I. sjoebergi w 2005 roku przez Kirejczuka.